# 不動院 (山武市)

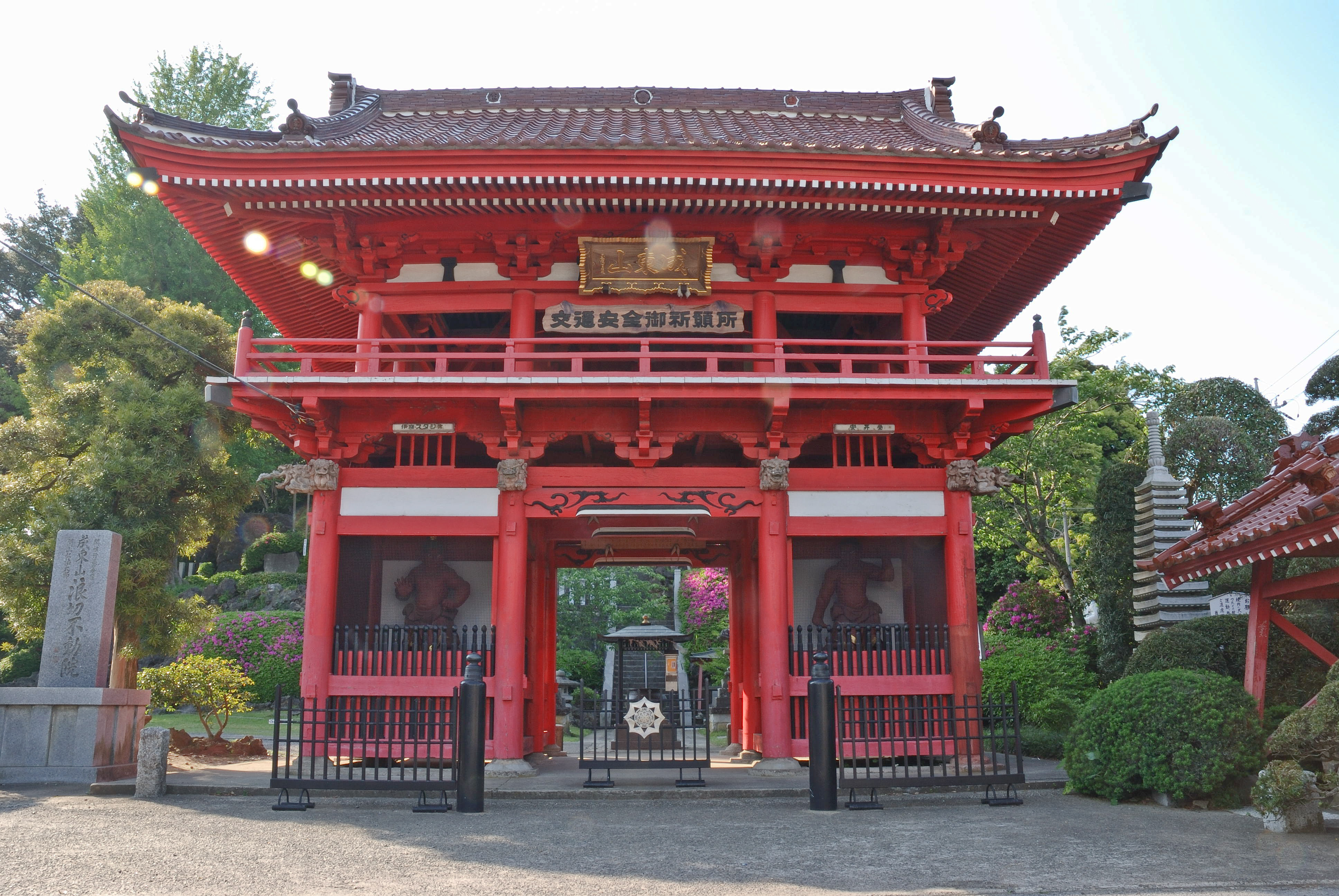
仁王門

不動院（ふどういん）は、千葉県山武市成東にある真言宗智山派の寺院。山号は成東山。寺号は長勝寺。元々は下横地村（現在の山武市下横地）にあった円頓寺の末寺である。

## 概要
標高30mの石塚山（石塚の森）の中腹の岩石上に本堂があり、入母屋造瓦葺き、間口三間、奥行四間、欄干・回廊をめぐらした懸崖造り（朱塗り）で、石積みの基壇の上に本堂内陣まで貫通している通し柱2本を含め26本の柱によって支えられている。
天平8年（736年）行基が東国巡錫の折、不動明王の尊像を刻み海難除けを祈願し開基したとされ、その後平安時代の初め弘法大師（空海）が関東教化の折、現在の場所に移し建立して民衆救護のため大護摩を催し民福増進の秘法を行ったとされる。本堂には、不動明王と「こんがら」「せいたか」の二童子が安置され、古来より浪切不動院と呼ばれ海難防止に寄与してきた。現在は海岸が後退したため海上からは見えないが、遭難しそうになった船が常夜灯の灯りによって救われたという逸話も残されている。
明治維新後その役目を終え、文化遺産として現存している。また、本寺の円頓寺は延暦16年（797年）の蝦夷征討軍の奉行橘諸兄の末孫日和大膳大夫景吉が、征討後の大同4年（809年）に建立したとされる古刹であるが、一旦廃絶し建治3年（1277年）に再興され、天和年間（1681年-1684年）には荻生徂徠が朱子学の基本書ともいえる「四書大全」を学んだところと言われる。しかし明治維新で再び廃絶し現在は公民館になっている。
本堂の創建年代について明確な記録は無いが、改修に当たって発見された棟札に元和4年（1618年）と記されていたと伝えられており、現在の本堂の建立時期は少なくとも江戸時代初期にまで遡ると考えられる。その後何度か本堂の改修が行われ、明治以降も明治45年（1912年）と昭和30年（1955年）に改修が行われている。昭和49年（1974年）には基礎石積工事が完成し、懸崖造りの維持保存がされている。

## 周辺
不動院の直下には明治34年（1901年）に鉱泉旅館「成東館」が開業し、尾崎紅葉や伊藤左千夫ら多くの文人が滞在したが、昭和5年（1930年）頃に廃業した。石碑「塚本衛鉱泉碑」や鉱泉井戸跡などの遺構が残されている。

## 交通アクセス
- JR総武本線 成東駅より徒歩7分。
- 千葉東金道路 山武成東ICから千葉県道76号成東酒々井線経由約10分